# The Hazel Scott Show
 (février 2022).
La mise en forme du texte ne suit pas les recommandations de Wikipédia : il faut le « wikifier ».
Les points d'amélioration suivants sont les cas les plus fréquents :
- Les titres sont pré-formatés par le logiciel. Ils ne sont ni en capitales, ni en gras.
- Le texte ne doit pas être écrit en capitales (les noms de famille non plus), ni en gras, ni en italique, ni en « petit »…
- Le gras n'est utilisé que pour surligner le titre de l'article dans l'introduction, une seule fois.
- L'italique est rarement utilisé : mots en langue étrangère, titres d'œuvres, noms de bateaux, etc.
- Les citations ne sont pas en italique mais en corps de texte normal. Elles sont entourées par des guillemets français : « et ».
- Les listes à puces sont à éviter, des paragraphes rédigés étant largement préférés. Les tableaux sont à réserver à la présentation de données structurées (résultats, etc.).
- Les appels de note de bas de page (petits chiffres en exposant, introduits par l'outil «  Source ») sont à placer entre la fin de phrase et le point final[comme ça].
- Les liens internes (vers d'autres articles de Wikipédia) sont à choisir avec parcimonie. Créez des liens vers des articles approfondissant le sujet. Les termes génériques sans rapport avec le sujet sont à éviter, ainsi que les répétitions de liens vers un même terme.
- Les liens externes sont à placer uniquement dans une section « Liens externes », à la fin de l'article. Ces liens sont à choisir avec parcimonie suivant les règles définies. Si un lien sert de source à l'article, son insertion dans le texte est à faire par les notes de bas de page.
- La présentation des références doit suivre les conventions bibliographiques. Il est recommandé d'utiliser les modèles {{Ouvrage}}, {{Chapitre}}, {{Article}}, {{Lien web}} et/ou {{Bibliographie}}. Le mode d'édition visuel peut mettre en forme automatiquement les références.
- Insérer une infobox (cadre d'informations à droite) n'est pas obligatoire pour parachever la mise en page.

Pour une aide détaillée, merci de consulter Aide:Wikification.
Si vous pensez que ces points ont été résolus, vous pouvez retirer ce bandeau et améliorer la mise en forme d'un autre article.
The Hazel Scott Show était une émission de télévision américaine diffusée sur le défunt réseau de télévision DuMont. La série, animée par Hazel Scott, a été diffusée au cours de l'été 1950 et est surtout connue pour être l'une des premières séries télévisées du réseau américain à être animée par une personne de descendance africaine,.

## Conception
The Hazel Scott Show était une émission télévisée musicale de quinze minutes animée par la pianiste et chanteuse Hazel Scott, qui interpréterait des airs de spectacle et d'autres numéros en direct. Hazel Scott, de formation classique puis jazz, n'était pas étrangère au spectacle avant ses débuts dans cette émission : elle s'était fait connaître dans des boîtes de nuit, dans des émissions de radio et de télévision, à Broadway, mais aussi dans cinq longs métrages. Le programme a été diffusé pour la première fois le 3 juillet 1950. L'émission était produite et distribuée par le réseau DuMont et diffusée les lundis, mercredis et vendredis à partir de 19h45 à 20h. Le Joan Edwards Show occupait le même créneau horaire les mardis et jeudis.
Hazel Scott, née à Trinidad, fut décrite comme « une nouveauté sur la scène du divertissement » et la série fut bien accueillie par la critique. Le magazine Variety écrivit : « Hazel Scott a un petit spectacle soigné dans ce modeste paquet. [L]'élément le plus engageant [...] est la personnalité de Scott, qui est digne, mais détendue et polyvalente. »
Malgré les éloges de la critique et des mesures d'audience encourageantes par la société Hooper, la série fut annulée après seulement quelques mois, 

## Suspicion d'activités anti-américaines
Le 22 juin 1950, le nom de Scott apparut dans Red Channels, une publication anti-communiste qui nommait de supposés sympathisants communistes. Bien que Scott ait comparu volontairement devant le comité des activités anti-américaines de la Chambre le 22 septembre et ait nié avec véhémence les accusations, le Hazel Scott Show s'est retrouvé sans sponsor.
Le réseau DuMont annula la série une semaine plus tard, car son inscription parmi les « chaînes rouges » (anti-américaines) signifiait que la série aurait très peu de chances d'obtenir un sponsor, par conséquent DuMont ne pouvait probablement pas se permettre la charge totale du programme dans ce créneau horaire.

## Fin de diffusion
La dernière émission télévisée du réseau eut lieu le 29 septembre 1950. Le réseau remplaça la série par The Susan Raye Show qui n'a duré que du 2 octobre au 20 novembre.